# Průhonice
Průhonice (en allemand : Pruhonitz) est une commune du district de Prague-Ouest, dans la région de Bohême-Centrale, en République tchèque. Sa population s'élevait à 2 934 habitants en 2020.

## Géographie
Průhonice se trouve à 13 km au sud-est du centre de Prague et fait partie de son aire urbaine.
La commune est limitée par Prague au nord-ouest et au nord, par Čestlice à l'est, par Dobřejovice au sud, et par Jesenice au sud et à l'ouest.

## Histoire
La première mention écrite de la localité date de 1187.

## Patrimoine
- Château de Průhonice
- Jardin dendrologique de Průhonice

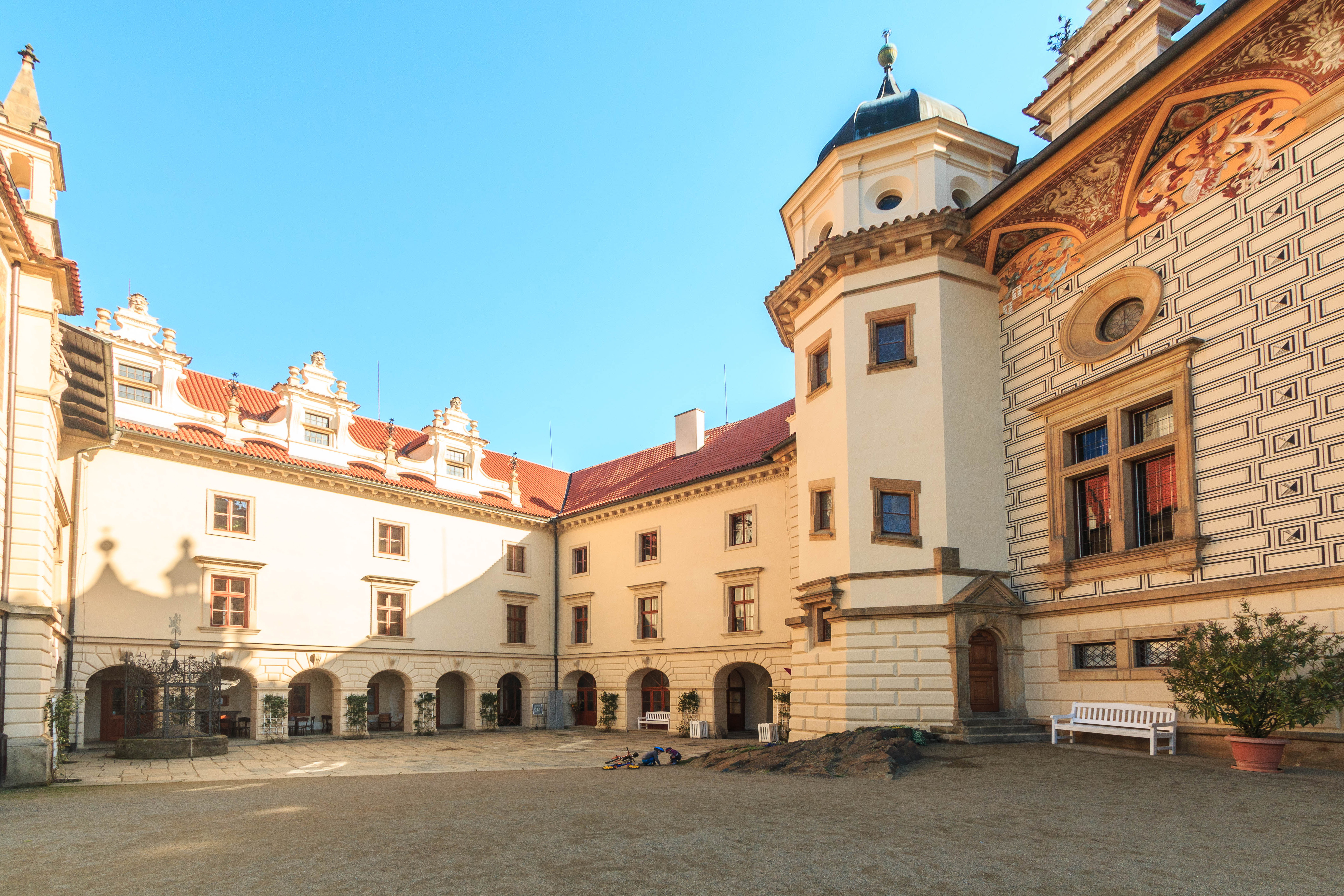
Château de Průhonice : cour intérieure.
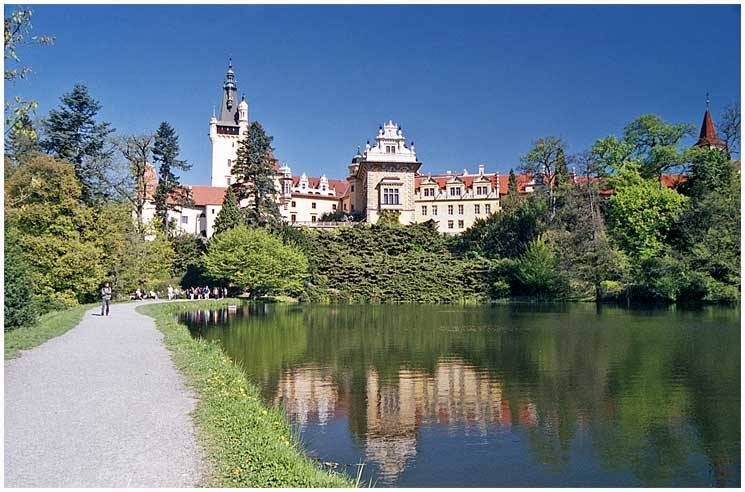
Château de Průhonice : le parc.
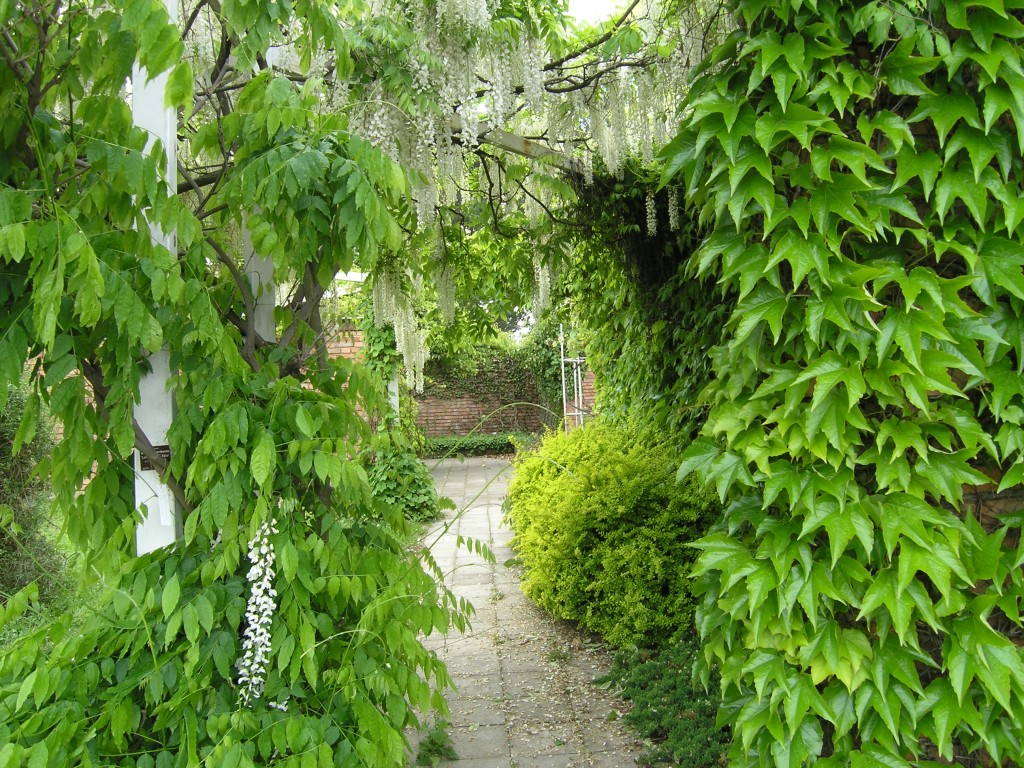
Vue du jardin dendrologique